# Martin PBM Mariner
Martin PBM Mariner là một loại tàu bay ném bom tuần tra trong Chiến tranh thế giới II v à đầu Chiến tranh Lạnh. Nó được thiết kế để bổ sung cho loại Consolidated PBY Catalina. Tổng cộng có 1.366 chiếc được chế tạo.

## Biến thể

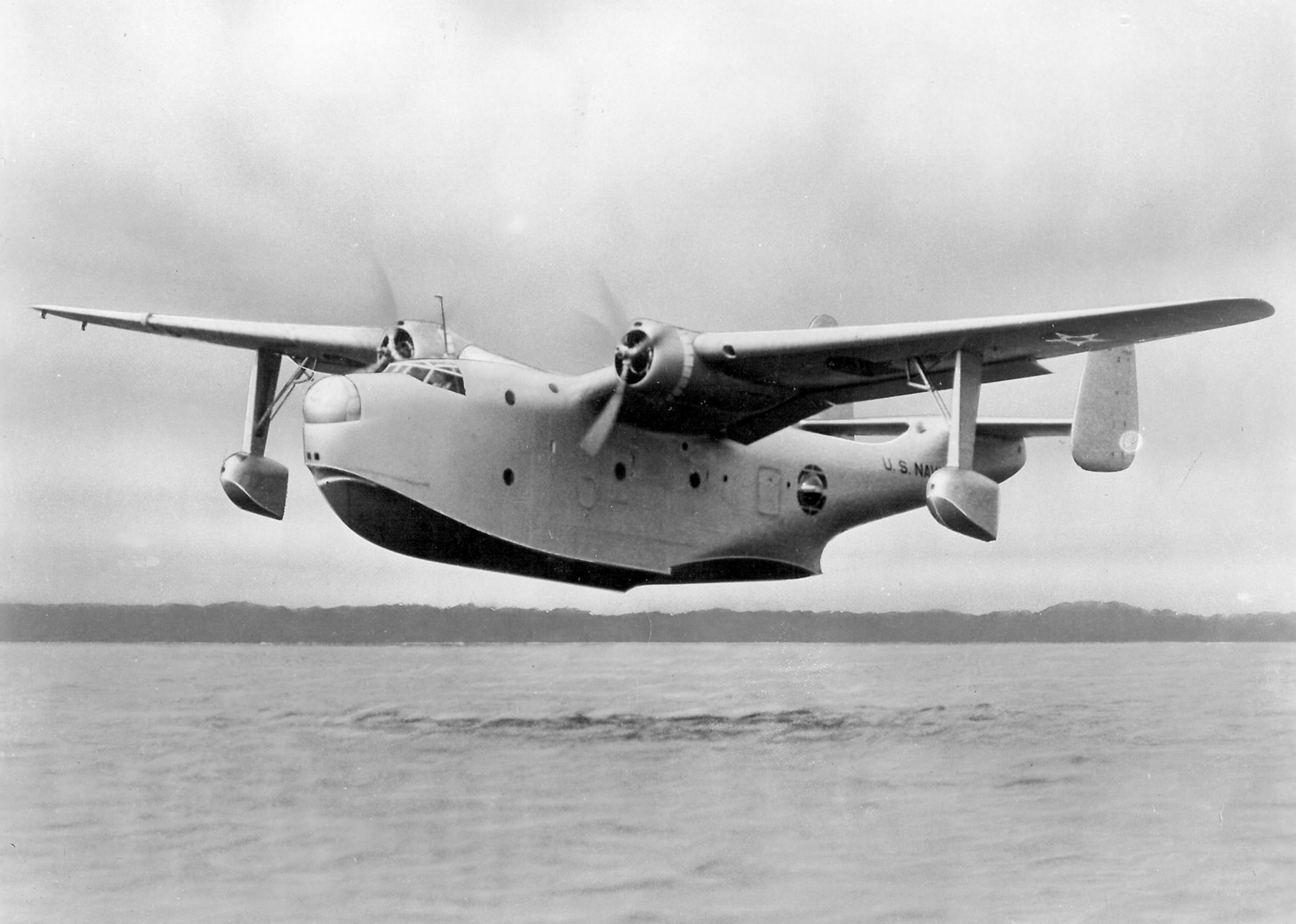
XPBM-1.

XPBM-1 (Model 162)
Mẫu thử. Lắp 2 động cơ 1.600 hp (1.194 kW) R-2600-6.
PBM-1 (Model 162)
Phiên bản sản xuất thử. Có 5 súng máy.50 inch (12,7 mm). 2 động cơ R-2600-6; 21 chiếc.
XPBM-2 (Model 162)
Một chiếc PBM-1 chuyển đổi làm mẫu thử nghiệm máy bay ném bom chiến lược cất cánh nhờ máy đẩy.
PBM-3 (Model 162B)
Phiên bản cải tiến. Động cơ 1.700 hp (1.270 kW) R-2600-12; 32 chiếc.
PBM-3R (Model 162B)
Phiên bản vận tải không vũ trang của PBM-3. 18 chiếc chế tạo mới + 31 chiếc hoán cải từ PBM-3.
PBM-3C (Model 162C)
Phiên bản tuần tra cải tiến với 3 súng máy.50 in. Radar AN/APS-15; 274 chiếc.
PBM-3B (Model 162C)
Định danh cho loại Mariner GR.1A cũ của Anh sau khi quay trở về biên chế của Hải quân Hoa Kỳ.
PBM-3S (Model 162C)
PBM-3D (Model 162D)
PBM-4 (Model 162E)
PBM-5 (Model 162F)
PBM-5E
PBM-5S
PBM-5S2
PBM-5A (Model 162G)
Mariner I

## Quốc gia sử dụng
Argentina
- Hải quân Argentina[5]

 Úc
- Không quân Hoàng gia Australia

 Hà Lan

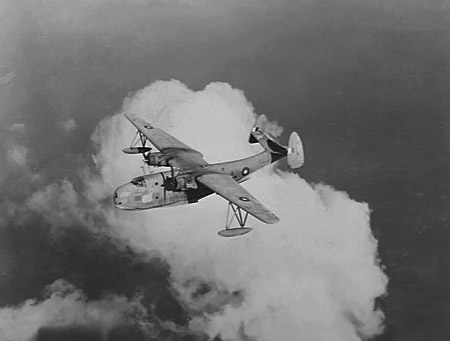
Một chiếc Mariner năm 1944

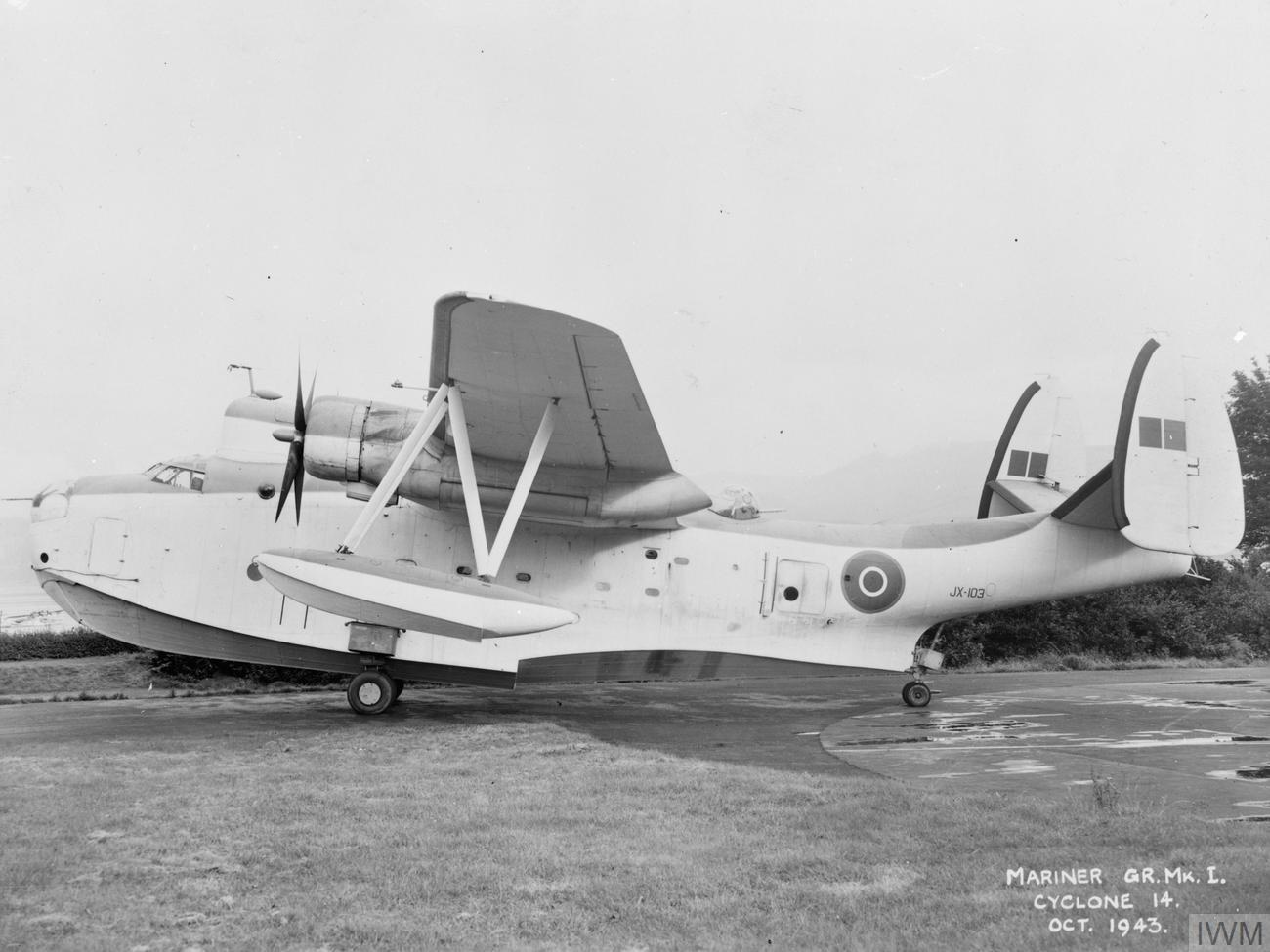
Một chiếc Mariner I tại Oban, Scotland (UK), tháng 10 năm 1943.

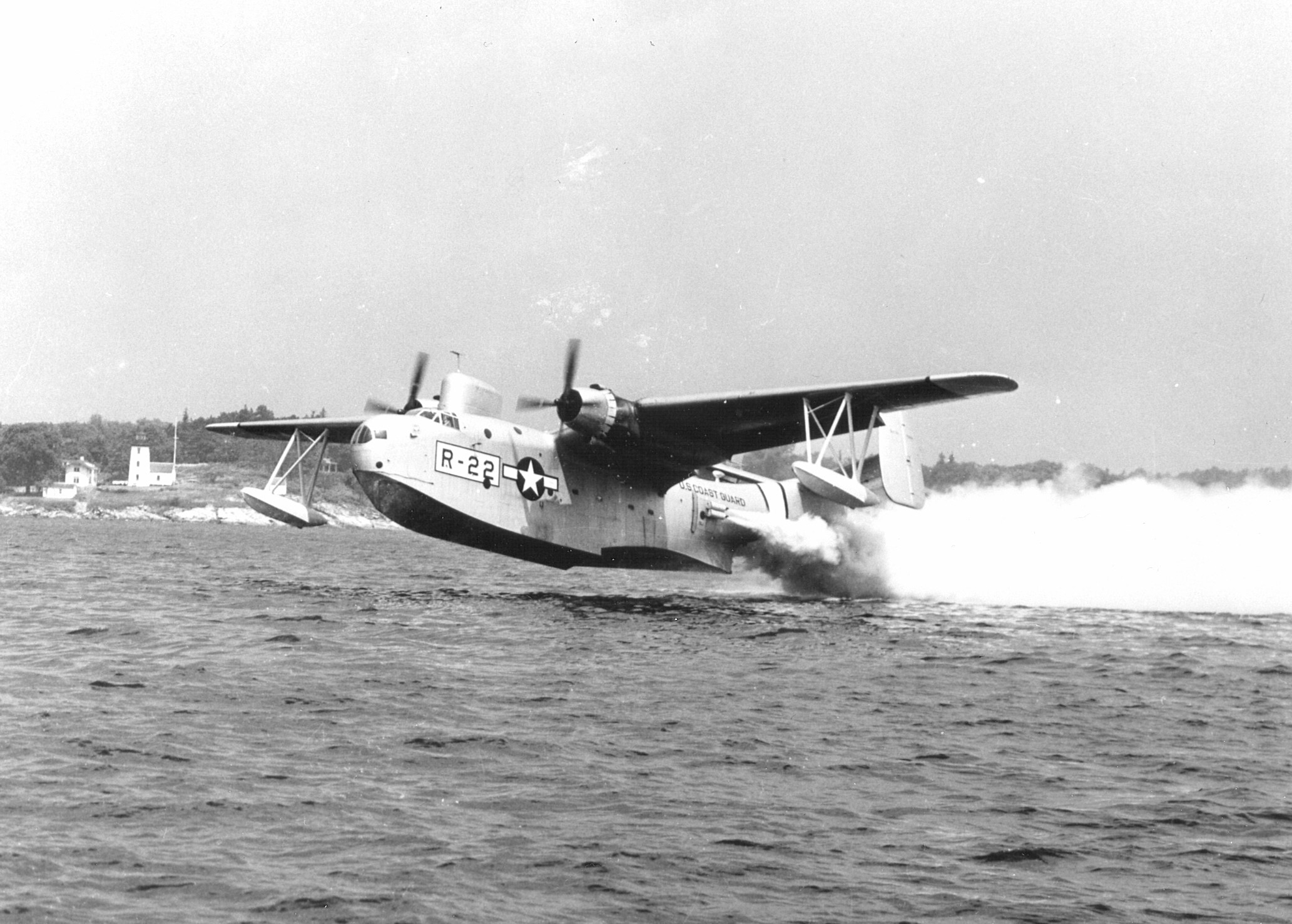
Một chiếc PBM cất cánh nhờ RATO.

- Hải quân Hoàng gia Hà Lan - Không quân Hải quân Hà Lan

 Anh Quốc
- Không quân Hoàng gia[6]

 Hoa Kỳ
- Hải quân Hoa Kỳ
- Bảo vệ Bờ biển Hoa Kỳ[7]

 Uruguay
- Hải quân Quốc gia Uruguay[8]

## Tính năng kỹ chiến thuật (PBM-1)
Dữ liệu lấy từ Jane’s Fighting Aircraft of World War II
Đặc điểm tổng quát
- Kíp lái: 7
- Chiều dài: 79 ft 10 in (23,50 m)
- Sải cánh: 118 ft 0 in (36 m)
- Chiều cao: 27 ft 6 in (5,33 m)
- Diện tích cánh: 1.408 ft² (131 m²)
- Trọng lượng rỗng: 33.175 lb (15.048 kg)
- Trọng lượng có tải: 56.000 lb (25.425 kg)
- Động cơ: 2 × Wright R-2600-12, 1.700 hp (1.300 kW)  mỗi chiếc

 Hiệu suất bay 
- Vận tốc cực đại: 178 kn (205 mph, 330 km/h)
- Tầm bay: 2.600 nmi (3.000 mi, 4.800 km)
- Trần bay: 19.800 ft (6.040 m)
- Vận tốc lên cao: 800 ft/phút (4,1 m/s)

Trang bị vũ khí

- Súng: 8 × súng máy M2 Browning.50 in (12,7 mm)
- Bom: 4.000 lb (1.800 kg) bom hoặc bom chống tàu ngầm hoặc 2 quả Ngư lôi Mark 13